# Biblioteka Państwowa w Bambergu
Biblioteka Państwowa w Bambergu (niem. Staatsbibliothek Bamberg) – jest biblioteką uniwersalną, regionalną i badawczą, w której priorytetem są nauki humanistyczne. Dziś mieści się w Nowej Rezydencji w Bambergu, nowym pałacu byłych książąt-biskupów. Wolny Kraj Bawaria jest odpowiedzialny za bibliotekę.

## Opis
Biblioteka Państwowa w Bambergu zaopatruje miasto Bamberg i region Górnej Frankonii w literaturę do celów badawczych i szkolnictwa wyższego, pracy zawodowej i zaawansowanego kształcenia. Sukcesywnie narastające zbiory osiągnęły stan powyżej 500.000 woluminów i są nadal uzupełniane i powiększane przez akwizycje we wszystkich dziedzinach ogólnych, a także w dziedzinach specjalistycznych, takich jak historia i geografia (Górnej) Frankonii, historia sztuki, rękopisy i typografia.
Współpracuje we wszystkich dziedzinach bibliotekarstwa z Biblioteką Uniwersytecką w Bambergu.
Jednym z jej regionalnych zadań jest pozyskiwanie materiałów dokumentalnych od oraz na temat osób związanych z regionem przez swe pochodzenie lub działalność.
Co więcej, otrzymuje egzemplarz obowiązkowy dla regionu Górnej Frankonii, co oznacza, że Biblioteka Państwowa w Bambergu otrzymuje egzemplarz każdej książki wydanej w Górnej Frankonii, przez co kontynuuje opracowywanie kompletnej bibliografii regionu.
Zapewnia również miejsce na księgozbiory należące do instytucji bamberskich, takich jak Towarzystwo Historyczne Bamberg (niem. Historischer Verein Bamberg), Towarzystwo Przyrodników Bamberg (niem. Naturforschende Gesellschaft Bamberg), Stowarzyszenie Artystyczne Bamberg (niem. Kunstverein Bamberg), Towarzystwo E.T.A. Hoffmanna (niem. E.T.A.-Hoffmann-Gesellschaft) oraz grupa Frankenbund z Bambergu.
Jej uznanie jako biblioteka badawcza o randze międzynarodowej opiera się na bogatych zasobach rękopisów. Zbiór ten wywodzi się od cesarza Henryka II, który 1 listopada 1007 roku założył biskupstwo w Bambergu. Trzy z tych rękopisów wpisano na Listę Pamięci Świata UNESCO:
- Apokalipsa bamberska (niem. Bamberger Apokalypse; Msc.Bibl.140)
- Komentarz do Pieśni nad Pieśniami, Księgi Przysłów i Księgi Daniela (niem. Kommentar zum Hohen Lied, zu den Sprüchen Salomos und zum Buch Daniel; Msc.Bibl.22)
- Farmakopea Lorscha (niem. Lorscher Arzneibuch; Msc.Med.1)

## Zbiory
- 566 000 woluminów razem
- 80 000 grafik i fotografii
- 3600 inkunabułów (odbitki z XV wieku)
- 6400 rękopisów ogółem (1 000 rękopisów średniowiecznych)
- 1650 czasopism bieżących[1]

## Historia
Źródłem zbiorów jest cesarz Henryk II, który w 1007 r. założył biskupstwo w Bambergu. Wśród jego darów dla katedry było wiele cennych rękopisów, które on i jego poprzednicy zebrali lub zlecili. W wyniku tego do Bambergu przywieziono manuskrypty z różnych ośrodków duchowych świata zachodniego. W następnym okresie w mieście zostało napisanych i zilustrowanych wiele książek, szczególnie w XII wieku przez benedyktyńskich mnichów opactwa Michaelsberg.
Bamberg był pierwszym miejscem, gdzie drukowane książki w języku niemieckim były ilustrowane drzeworytami. Chociaż w bibliotece znajdują się tylko fragmenty z pierwszego okresu druku w Bambergu, zbiór inkunabułów dokumentuje szeroki zakres produkcji książek w XV wieku.
Wszystko to, co pozostało z tych rękopisów i książek w klasztorach miasta i biskupstwa do 1802/1803 r., w okresie mediacji niemieckiej zostało włączone do jednej biblioteki (obecnie Bamberskiej Biblioteki Państwowej) i połączone z biblioteką starego Uniwersytetu w Bambergu, który został założony w 1648 r. jako akademia jezuicka i w tym czasie został zamknięty. Bamberg stał się częścią Elektoratu Bawarii. W ciągu XIX wieku biblioteka została wzbogacona darami, takimi jak kolekcja Josepha Hellera, która dziś obejmuje 80 000 odbitek i rysunków. Materiał E.T.A. Hoffmanna stał się w naszych czasach kolekcją specjalną, podobnie jak ostatnio sztambuchy z XVIII i XIX wieku.

## Budynek
Obecnie Biblioteka Państwowa w Bambergu mieści się we wschodnim skrzydle Nowej Rezydencji w Bambergu, którą w latach 1697–1703 zbudował Johann Leonhard Dientzenhofer na zlecenie księcia-biskupa Lothara Franza von Schönborna. Pierwotnie administracja biskupstwa została umieszczona w tym skrzydle budynku.
Tak zwane Dominikanerräume są częścią salonów wystawowych biblioteki, które nie są dostępne dla publiczności. Są one tak nazywane ze względu na regały z klasztoru dominikanów w Bambergu, które zostały przeniesione do biblioteki podczas sekularyzacji, kiedy klasztor został zamknięty.
Vierzehnheiligenpavillon na trzecim piętrze należy również do wewnętrznych salonów wystawowych. To była biblioteka księcia-biskupa. Od 1978 roku dawna piwnica winiarska służy jako zamknięty magazyn. Biblioteka prezentuje w wejściu do holu cenne witraże z XVI i XVII wieku. Joseph Heller, historyk sztuki i kolekcjoner, pozostawił je jako spuściznę dla biblioteki. Do czytelni można dotrzeć z korytarza wejściowego. W dawnych czasach służyła księciu-biskupowi jako sala audiencyjna i sala letnia. Z czytelni roztacza się widok na ogród różany, który został zbudowany również na zlecenie księcia-biskupa Lothara Franza von Schönborna. Podczas wystaw odbywających się kilka razy w roku można zwiedzać pomieszczenia Sterngewölbe (była łaźnia) i dawny Gartensaal – zwany Scagliolasaal.